# Guglielmo Gabetto
Guglielmo Gabetto (Torí, Itàlia, 24 de febrer de 1916 – Superga, Itàlia, 4 de maig de 1949) fou un futbolista italià que jugava habitualment en la posició de davanter. Junt als porters Alfredo Bodoira i Eugenio Staccione ha estat l'únic futbolista en guanyar la Lliga italiana de futbol amb els dos equips de la ciutat de Torí: la Juventus FC i el Torino FC. La seva vida, com la de tota la plantilla del Gran Torino que arrassà a la dècada dels 40, es veié troncada per l'accident aeri de Superga.

## Trajectòria
Inicià els seus passos futbolístics l'any 1934 a les files de la Juventus FC, equip en el qual hi jugà fins a 1941, tot disputant 164 partits i marcant 85 gols, alhora que aconseguí alçar-se amb la Lliga italiana de la temporada 1934-35 i la Coppa Italia de 1938.
L'any 1941 fitxa per l'altre equip de la ciutat, el Torino FC, passant a integrar d'una de les millors esquadres de futbol de l'època, assolint 5 Lligues consecutives (tenint en compte que hi hagué anys en què no hi hagué campionat per culpa de la guerra), així com la Coppa Italia de 1943. Gabetto anotà 127 gols en 225 partits amb el Torino FC abans de perdre desgraciadament la vida a l'accident aeri de Superga quan l'equip retornava de Lisboa on havien anat a disputar un partit amistós.
Amb la selecció de futbol d'Itàlia disputà entre 1942 i 1948 un total de 6 partits, marcant 5 gols.

## Palmarès
- 6 Lligues italianes: 1934-35 (Juventus), 1942-43, 1945-46, 1946-47, 1947-48 i 1948-49 (Torino)
- 2 Coppa Italia: 1938 (Juventus) i 1943 (Torino)